# 徐九思 (成化進士)
徐九思（1495年—1580年），字一卿，號一齋，浙江德清縣人，明朝政治人物。

## 生平
成化元年（1465年）乙酉科浙江鄉試舉人，成化二年（1466年）聯捷丙戌科进士。授工部主事，陞員外郎中。成化二十年（1484年）破格提拔為南京通政使司右通政，掌司事，被彈劾升遷過快，去職。

## 著作
有《一齋文集》。

## 家族
曾祖徐居義；祖父徐度；父徐廷規，母杜氏。

## 延伸阅读
[在维基数据编辑]
 《明史卷二百八十一》，出自《明史》